# 内斯捷
内斯捷（法語：Nestier，法語發音：[nɛstje]）是法国上比利牛斯省的一个市镇，位于该省东部，属于巴涅尔德比戈尔区。

## 地理
内斯捷（43°3'46"N, 0°28'48"E）面积4.94 平方千米，位于法国奧克西塔尼大區上比利牛斯省，该省份为法国西南部内陆省份，北至热尔省，西接大西洋比利牛斯省，南与西班牙接壤，东临上加龙省。
与内斯捷接壤的市镇（或旧市镇、城区）包括：阿内尔、比兹、欧塔热、蒙泰居、内斯特河畔圣洛朗。

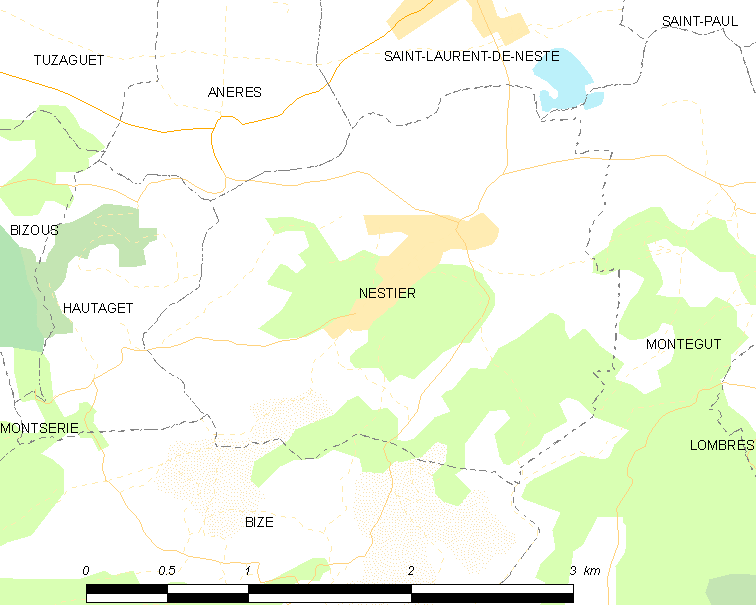
内斯捷的OSM定位图

内斯捷的时区为UTC+01:00、UTC+02:00（夏令时）。

## 行政
内斯捷的邮政编码为65150，INSEE市镇编码为65327。

## 政治
内斯捷所属的省级选区为巴鲁斯谷县。

## 人口

1962-2008年间内斯捷人口变化图示

内斯捷于2022年1月1日时的人口数量为203人。